# Jouko Vahtola
Jouko Olavi Vahtola, född 22 september 1949 i Taivalkoski, är en finländsk historiker.

## Biografi
Vahtola blev filosofie doktor 1981 på avhandlingen Tornionjoki- ja Kemijokilaakson asutuksen synty (1980). Han var 1982–1989 docent och tillförordnad biträdande professor vid Uleåborgs universitet, där han sistnämnda år blev biträdande professor, sedermera professor, i finländsk och skandinavisk historia. År 2001 utnämndes han till ledamot av Finska Vetenskapsakademien.
Vahtola har blivit känd för sin banbrytande forskning kring nordfinländska ort- och personnamn, där han genom en komparativ metod har påvisat att de nordliga älvdalarna har koloniserats av folk från i tur och ordning Tavastland, Satakunta, Egentliga Finland och Karelen.